# Expédition des Rus' en Paphlagonie
Pour un article plus général, voir Guerres russo-byzantines.
Batailles
- Expédition des Rus' en Paphlagonie (830)
- Guerre entre Rus' et Byzantins (860)
- Guerre entre Rus' et Byzantins (907)
- Guerre entre Rus' et Byzantins (941)
- Guerre entre Rus' et Byzantins (968-971) (Arcadiopolis (970)
- Dorystolon (971))
- Guerre entre Rus' et Byzantins (1024)
- Guerre entre Rus' et Byzantins (1043)

On entend par « Expédition des Rus’ (ou Rous’) en Paphlagonie » un raid qui aurait été mené par les Rus’ en Propontide et en Paphlagonie au IXe siècle. Ce serait le premier contact pour lequel nous ayons une trace écrite entre les Rus’ et l’empire byzantin ; la date fait cependant l’objet de débats de même que de savoir si cette expédition n'aurait pas été en réalité qu’un épisode de la guerre entre Rus’ et Byzantins de 860.

## Expédition
L'expédition des Rus’ (en) en Paphlagonie est relatée dans la Vie de Georges d'Amastris, ouvrage hagiographique attribué à Ignace le Diacre (né vers 775 - † 848). Ce livre décrit les Rus’ d’alors comme « un peuple connu de tous pour sa barbarie, férocité et cruauté ». D'après ce texte, ils attaquèrent d'abord la Propontide, se dirigeant vraisemblablement vers Constantinople ; pour une raison inconnue, ils changèrent de cap pour se diriger vers l'est et piller la Paphlagonie. Lorsqu'ils s'abattirent sur la cité d'Amastris quelques années après la mort de saint Georges (vers 806), l'intervention du saint aurait sauvé les habitants. Nombreux sont ceux qui voient dans ce passage la première mention écrite d’une migration rus’ en Europe du sud-est.
Seules quelques mentions, assez incertaines et tardives, rapportent que les Rus’ seraient parvenus jusqu’aux frontières de l’empire byzantin avant cette expédition en Paphlagonie comme la Vie de saint Étienne de Sugdaea, œuvre en slavon datant du XVe siècle, qui rapporte qu’un certain Bravlin le Rus’ aurait dévasté la Crimée dans les années 790, invasion dont ne parle pas l’ancienne version grecque de l’œuvre.

## Date de l’expédition

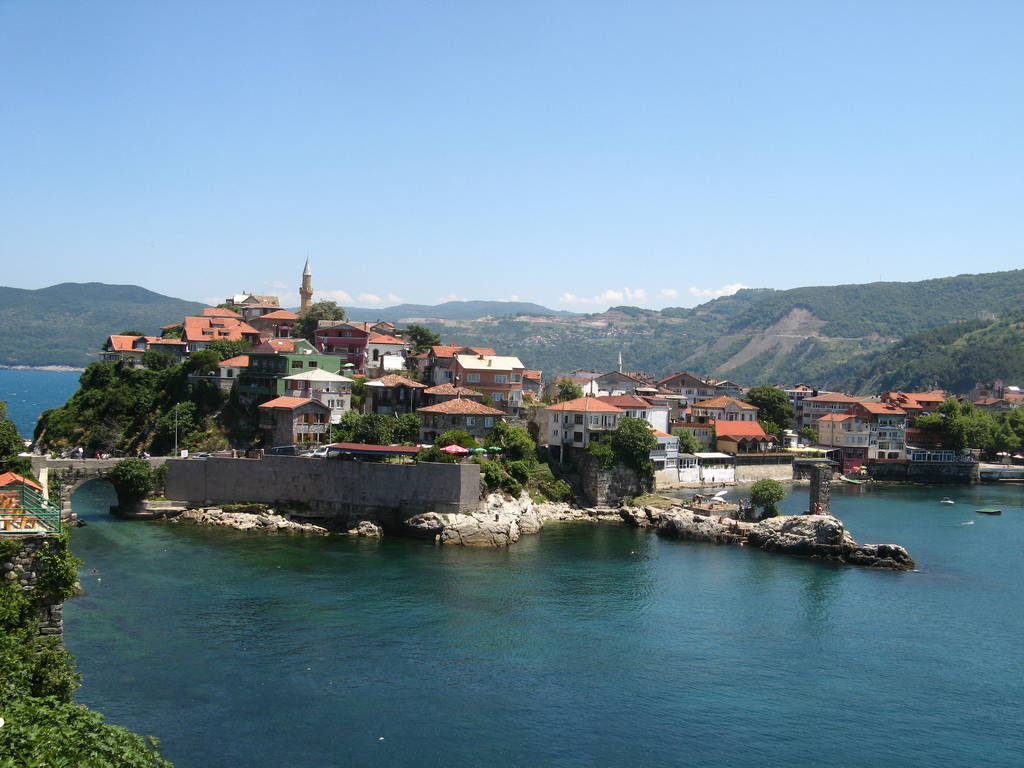
Vue d'Amasra (anciennement Amastris), sur les bords de la mer Noire.

Il serait donc primordial de pouvoir dater avec certitude la Vie de Georges d’Amastris qui ne nous est parvenue que par un manuscrit du Xe siècle pour déterminer également la date de cette expédition. Toutefois, les chercheurs sont loin d’être d’accord sur cette question.
Vassili Vassilievski, qui a été le premier à publier cette vie en 1893, soutient que cette attaque est survenue au cours de la période iconoclaste (avant 842), a été écrite par Ignace le Diacre et suggère une date entre 825 et 830.
 Alexandre Vassiliev rappelle que l’empereur Théophile (813-842) avait donné un sauf-conduit à une ambassade de Rus’ venus à Constantinople vers 838 pour leur permettre de retourner chez eux en traversant le territoire franc. Les Annales de saint Bertin attestent que cette ambassade a rencontré Louis le Pieux en 839 à Ingelheim. Selon lui, l’expédition en Paphlagonie doit être identifiée à la guerre entre Rus' et Byzantins (860) qui parvint jusqu’à Constantinople.
Constantin Zuckerman date également cette invasion des années 830 et la relie à l'ambassade des Rus’ à Constantinople en 838 ou 839, sans que l'on puisse savoir si elle a eu lieu après le raid, comme tentative de négociation d'un traité de paix, ou si au contraire le raid est la suite d'un échec de négociations commerciales antérieures.
D'autres historiens situent ce raid plus tôt, soit au début de l'année 818 ou en 819.
D’autres, au contraire, comme A. Markopoulos, suggèrent une date plus tardive : Ignace aurait bien écrit la Vie de Georges d’Amastris, mais l’épisode de l’expédition aurait été insérée plus tard au IXe siècle sous l’influence du patriarche Photios.
Bien qu’il s’agisse du document le plus ancien faisant état de contacts entre les Rus’ et Byzance, un document plus tardif comme la Vie de saint Stéphane de Sugdaea (aujourd’hui Soudak en Crimée), manuscrit du XVe siècle en slavon, fait état de contacts antérieurs comme l'expédition d'un certain Bravlin le Russe qui aurait décimé la Crimée dans les années 790.